# Machala
Machala, también conocida como San Antonio de Machala, es el segundo puerto más importante de la República del Ecuador; cabecera cantonal del Cantón Machala y capital de la Provincia de El Oro, así como la urbe más grande y poblada de la misma. Se localiza al sur de la región litoral del Ecuador, a orillas del océano Pacífico, frente al archipiélago de Jambelí, a una altitud de 6 m s. n. m. y con un clima semiárido cálido de 26 °C en promedio.
Es llamada la «Capital Bananera del Mundo», porque desde allí a través de Puerto Bolívar se exporta esta preciada fruta a todo el mundo. En el censo de 2022 tenía una población de 288 072 habitantes, lo que la convierte en la sexta ciudad más poblada del país. La ciudad es el núcleo del área metropolitana de Machala, la cual está constituida además por ciudades y parroquias rurales cercanas. El conglomerado alberga a 576 772 habitantes, y ocupa la séptima posición entre las conurbaciones del Ecuador.
Sus orígenes datan del siglo XVIII, pero es a mediados del siglo XX, debido a su ubicación geográfica, como el segundo puerto marítimo más importante del Ecuador, cuando presenta un acelerado crecimiento demográfico hasta establecer un poblado urbano, que sería posteriormente uno de los principales núcleos urbanos de la nación. Es uno de los más importantes centros administrativos, económicos, financieros y comerciales del país. Las actividades principales de la ciudad son el comercio, la acuicultura, la industria y la agricultura.

## Historia

### Orígenes
Algunos exploradores españoles que salieron hacia Puná después de fundar a Guayaquil llegaron a Balao, y después a la desembocadura del río Jubones. En 1537, según Torres de Mendoza, los españoles descubrieron el poblado de los Machalas, que pudo estar en Guarumal, al sur de la ciudad.
Machala no tuvo fundación española y fue solo un sitio de paso. En 1758 se entregaron tierras a los Machalas para que hicieran su poblado, donde actualmente se ubica el barrio San Jacinto. En 1763 el indígena Ambrosio Gumal, su primer gobernador, entregó definitivamente las tierras a los Machalas. Años después, Machala fue ascendido a Tenencia, durante la gobernación del Cacique Julián Belitama. En 1808 llegaba a 720 habitantes.

### Cantonización de Machala
En 1820, Machala se sumó al movimiento independentista guayaquileño, haciéndose representar con una estrella en la Bandera de Guayaquil. En 1822, se intenta la creación de la Provincia de Tomalá, formada por los cantones, entre ellos, el de Machala con sus parroquias: Puná, Balao y Naranjal; la capital debía ser Santa Elena. Machala fue declarado cantón de la Provincia de Guayas, esta a su vez formaba parte del Departamento de Guayaquil el 25 de junio de 1824 por medio de la Ley de División Territorial de la Gran Colombia. En 1829, algunos machaleños se suman al ejército de Sucre y pelean en la Batalla del Portete de Tarqui.

### Época floreana

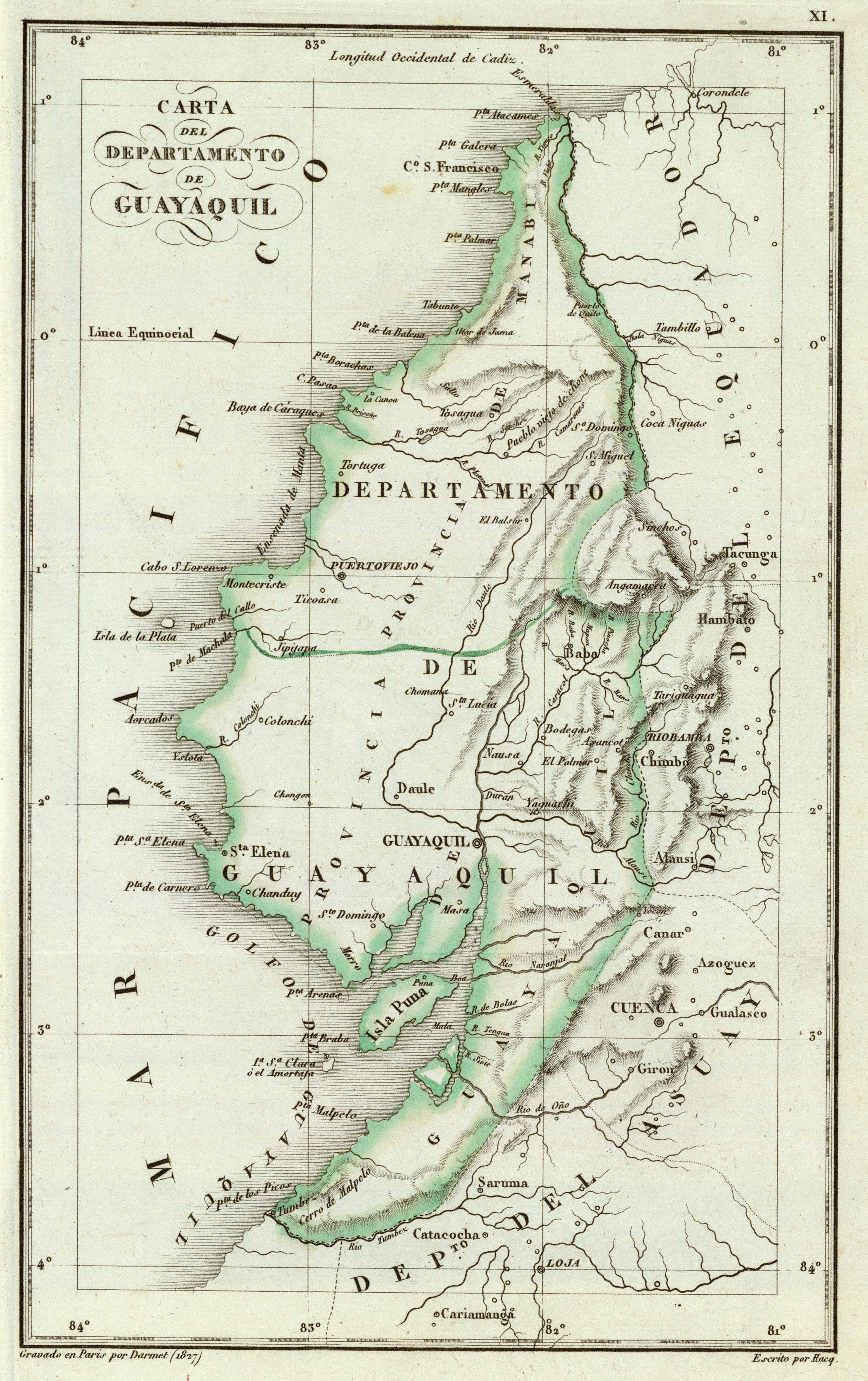
Carta del Departamento de Guayaquil en 1827, Machala fue declarado cantón de la Provincia de Guayas.

Al igual que tiempos anteriores, Machala apoyaba cada decisión guayaquileña, en 1830 apoyó a Guayaquil, que, tras falsas promesas de Juan José Flores quería la independencia de Colombia. Años más tarde, Machala apoya al líder revolucionario Vicente Rocafuerte, que intentaba en Guayaquil derrocar a Flores; acto que se vuelve a confirmar el 6 de marzo de 1845. Y tiempo después Machala brinda apoyo a Urbina para acabar con Flores; por lo que el 11 de julio de 1852, el pueblo de Machala libró un combate en Barbones, frente a las tropas de Flores, venciendo definitivamente a Flores y poniendo punto final al floreanismo.

### Mediados delsigloXIX
En 1861, los machaleños se rebelaron contra Gabriel García Moreno, apoyando a Francisco Robles y José María Urbina. El 30 de septiembre de 1864, al darse cuenta del avance del ejército de García Moreno, los machaleños se habían dirigido a Santa Rosa para desembarcar por su Puerto Fluvial y ganar terreno, es ahí, en Jelí, Pital y Santa Rosa, los machaleños combatieron hasta vencer a las tropas de García Moreno, que estaban dirigidas por Flores, quien, herido mortalmente por Carlos Chale, murió cuando era llevado a Guayaquil.
En 1863, por iniciativa de José María Ugarte, se proyectó construir un atracadero para embarcaciones menores en la desembocadura del estero Huaylá, lugar que permitiría tener de una salida al mar en menor tiempo que el estero Pilo, otro pequeño puerto; en 1869, cuando siendo Presidente Municipal, José María Ugarte acompañado por los concejales Fernando Salcedo Ibarburó y Juan Maldonado, recorrieron el estero Huaylá y decidieron construir una ramada; Ugarte colaboró con 50 pesos oro.
En 1864, la situación económica del Cabildo no permitía soñar en grandes proyectos, pero a pesar de todo, se decidió construir la Casa Municipal; tiempo después la pobreza de rentas municipales obligó a que la obra sea detenida, pero el edificio fue terminado e inaugurado en 1914, cuando Don Ramón Manrique Luna era Presidente del Concejo Municipal de Machala, y para darle paso al actual Palacio Municipal se lo demolió en 1972. Mientras tanto fue poblándose Puerto Huaylá por lo que la Municipalidad realizó las gestiones necesarias en el Gobierno Nacional para obtener el permiso para elevarlo a la categoría de Puerto costero, habiéndose fundado de forma definitiva el 18 de diciembre de 1883 el Puerto de Bolívar, junto con la construcción del ferrocarril entre Puerto Bolívar y Machala.
Leandro Serrano, su hijo Manuel y el teniente coronel Filomeno Pesántez, se sublevaron contra Veintimilla, el 2 de junio de 1882. Hasta 1883, el cantón Machala pertenecía a Guayas. La situación política del país, obligó a intereses mineros en Zaruma a presionar por la creación de una nueva provincia, pues, en ese entonces Zaruma pertenecía a la provincia de Loja. Los intereses cacaoteros fueron más grandes que los mineros, lo que llevó al Gobierno nacional presidido por José Plácido Caamaño a aprobar la creación de una nueva provincia a la que llamaron El Oro, el 23 de abril de 1884, integrada con los cantones de Zaruma, Santa Rosa y Machala, siendo capital Machala.

### Fines delsigloXIX
En 1885, se intentó crear un colegio por la Municipalidad de Machala, pero las rentas no lo permitieron. El Padre José Ochoa, reunió a varios padres de familia y creó un colegio al que llamaron 9 de octubre, en 1886; Como no había un local para su funcionamiento, se ocupó la Casa Parroquial. Un año después, el Congreso Nacional aprobó definitivamente su creación, la construcción del edificio propio se concluyera en 1903.

#### El histórico Puerto de Pilo
Durante los años 1894-95, Pilo era el principal Puerto de acceso a Machala, a donde acoderaban los barcos procedentes de Guayaquil, entre ellos el «Olmedo», que hacia servicio de transportes descarga y pasajeros, entre Machala y Guayaquil, cada ocho días, penetrando a la pequeña caleta que permanecía escondida en ese rincón geográfico, tupido de manglares y salitrales. La ensenada que formaba el Puerto, provenía de un brazo de mar, que, después de un largo recorrido sinuoso a través de canales, llegaba hasta las cercanías de la ciudad de Machala, separando una distancia de menos de cuatro kilómetros desde el parque central «Juan Montalvo».
Durante esos años, Puerto Pilo era una obra formada por la misma naturaleza, que le dio a Machala su Puerto de entrada y salida hacia Guayaquil, sin la intervención de la mano del hombre. No existía, por consiguiente, ninguna obra portuaria, ni menos, un rudimentario muelle de madera. Solamente para el embarque y desembarque de pasajeros y carga, se utilizaba un tablón ancho de madera, que se tendía entre la tierra firme y el portón de la nave, que atracaba hasta muy cerca del barranco calizo, porque el estero era profundo y su orilla acantilada. 

#### Las Carretas de Puerto de Pilo
Las carretas o carretones que se utilizaban para conducir carga, equipajes y piezas de maderas pesadas, desde Puerto Pilo a Máchala, eran susceptibles de ampliación o disminución de su longitud, de acuerdo al volumen de lo que se transportaba. Este era el vehículo generalizado de transporte en aquellos tiempos, que servía, además, para la distribución de agua en la ciudad, durante los días que no había trabajo portuario. En ese tiempo el agua era el problema de preocupación para la población de Machala, y que se la conducía por medio de estas carretas, desde las pozas y otras fuentes cercanas.

#### Batalla de la Carreta
Ante el descontento nacional por la denominada Venta de la Bandera, el por aquel entonces coronel Manuel Serrano Renda se sublevó en El Guabo, el 2 de mayo de 1895, con apoyo de un ejército voluntario de revolucionarios liberales, tomando también las ciudades de Pasaje y Santa Rosa. Faltando la toma de la ciudad de Machala para consolidarse, los revolucionarios liberales supieron de la llegada de refuerzos de artillería que impedirían tomar dicha ciudad; entonces, el coronel Serrano dispuso que sus fuerzas pasen de El Guabo a Santa Rosa y de allí a Machala.
El 8 de mayo hubo pocos roces, pero al día siguiente se vivió un ambiente de combate. El 9 de mayo, el Dr. Juan Borja Mata, Elías Puyano, Federico Irigoyen y otros, dirigieron el asalto de la carreta, en que las fuerzas leales a Vicente Lucio Salazar llevaban un cañón Krupp, una ametralladora Manlincher, varios fusiles Winchester y más pertrechos. Tras muchos combates hasta después del mediodía, llegó la capitulación de las fuerzas del gobierno, comandadas por el gobernador Pompeyo Baquero, ante los comisionados del coronel Serrano Renda. De allí el nombre "Combate de las carretas" o "Toma de la carreta", que es como se califica a un episodio de la lucha liberal, que aunque fue breve y no precisamente una batalla -ya se ha hablado mucho acerca de que hubo cierta exageración en los relatos posteriores-, sí marcó pautas para la toma del poder nacional por parte de los hombres del general Eloy Alfaro.
Esta batalla fue un preámbulo para la victoria de la revolución liberal en Guayaquil, el 5 de junio de 1895, que llevó al Gral. Eloy Alfaro Delgado a la presidencia de la República.

#### Ferrocarril
En 1898, el Congreso Nacional aprobó la categoría de Puerto Mayor de la República para Puerto Bolívar. A fines del año 1899, la vía férrea estaba concluida, pero en el 23 de abril de 1900, cuando arribó a Machala el primer ferrocarril, se inauguró el servicio para Machala. La construcción del ferrocarril entre Puerto Bolívar a Machala y después hasta Pasaje, despertó el progreso de la región, permitió la comunicación entre los pueblos ribereños al mar y a su vez por vía marítima con Guayaquil, considerada ya la capital económica del Ecuador y posteriormente con los puertos de ultramar, considerándose al sistema ferroviario provincial como un “cordón umbilical” que brindó la oportunidad para que la producción especialmente agrícola pueda ser explotada en toda su dimensión.. Para fines del año 1899, la vía férrea estaba virtualmente concluida, pero llegó el 23 de abril de 1900, cuando arribó a Machala definitivamente la primera locomotora, inaugurando el servicio de trenes para regocijo del pueblo orense.
Cinco años después de haberse inaugurado el servicio ferroviario entre Puerto de Bolívar y Machala, llegaron las locomotoras y se terminó la construcción de la Estación Terminal en Machala. Con este material rodante, continuó la construcción de la vía férrea hasta la ciudad de Pasaje, el mismo que se concluyó en 1908, bajo la administración de los Municipios de Machala y Pasaje respectivamente. En el año antes mencionado, el gobierno del Gral. Eloy Alfaro había planteado un ambicioso plan de redes ferroviarias nacionales. Con relación a la provincia de El Oro, este proyecto incluía extender las vías hacia tres regiones del sur ecuatoriano: Machala-Loja, Machala-Cuenca y Machala-Durán, en la provincia del Guayas. Sin embargo, por razones políticas y económicas el plan no se cumplió y en la primera ruta solamente llegó hasta la actual parroquia Piedras, jurisdicción del cantón Piñas; el ramal que hubiera llegado hasta Cuenca, solo quedó en Pasaje y finalmente el que debió avanzar hasta Durán, fue interrumpido en el sitio La Iberia a causa de un desbordamiento del río Jubones ocurrido en 1909. Por esta razón, este sistema ferroviario pasó a llamarse FERROCARRILES DE EL ORO.

##### Centro histórico de Machala
En 1898, la ciudad de Machala contaba con una calle principal, denominada  «Calle del Comercio», que actualmente se la conoce como Avenida 25 de Junio.

### Inicios delsigloXX
La construcción de la red de ferrocarriles dio empuje brioso a la actividad agrícola y comercial de la ciudad, que creció ostensiblemente, a pesar de que el plan original del gobierno de tejer una red que conecte con las ciudades de Loja (Loja), Cuenca (Azuay) y Durán (Guayas) no logró concretarse más que todo por decisiones políticas. Las actividades de producción y comercialización de cacao (desde Pasaje) y de banano (desde El Guabo y Santa Rosa) sufrieron un gran despunte. Así mismo, la obra ferroviaria generó puestos de trabajo y la vibrante economía atrajo a gran cantidad de migrantes.
Cuando llegó el año 1910, las relaciones entre Ecuador y Perú estaban tensas, por lo que, el general Eloy Alfaro, al mando del ejército, llegó desde Guayaquil con la finalidad de ponerle fin al ambiente de tensión, pero, por intervención del Rey de España, el problema no progresó, pero continuó hasta años después.

#### Primer teatro municipal
Uno de los inconvenientes que tuvo la ciudad de Machala hasta inicios del siglo XX fue la falta de lugares para esparcimiento ciudadano y la presentación de espectáculos públicos, pues, los machaleños carecían de teatro. En 1914 Don Ramón Manrique Luna, era Presidente del Concejo Municipal de Machala y tuvo la iniciativa, aunque con escaso apoyo económico de construir un local para cine y teatro en Machala, como respuesta a la inquietud del invento del cine mudo que apareció en países europeos. Dos años después (1916), gracias a la gestión de Mariano Mera y Francisco Trujillo, por medio de la Municipalidad de Machala, se logró la implementación necesaria como telón, proyector, butacas, escenario adecuado... hasta que en 1931, se inauguró el primer teatro municipal, que lamentablemente, desapareció presa del flagelo en 1941, cuando las huestes peruanas que invadieron la Provincia de El Oro, lo ocuparon, convirtiéndolo en cuartel y fue presa de las llamas.

#### El muelle municipal de cabotaje

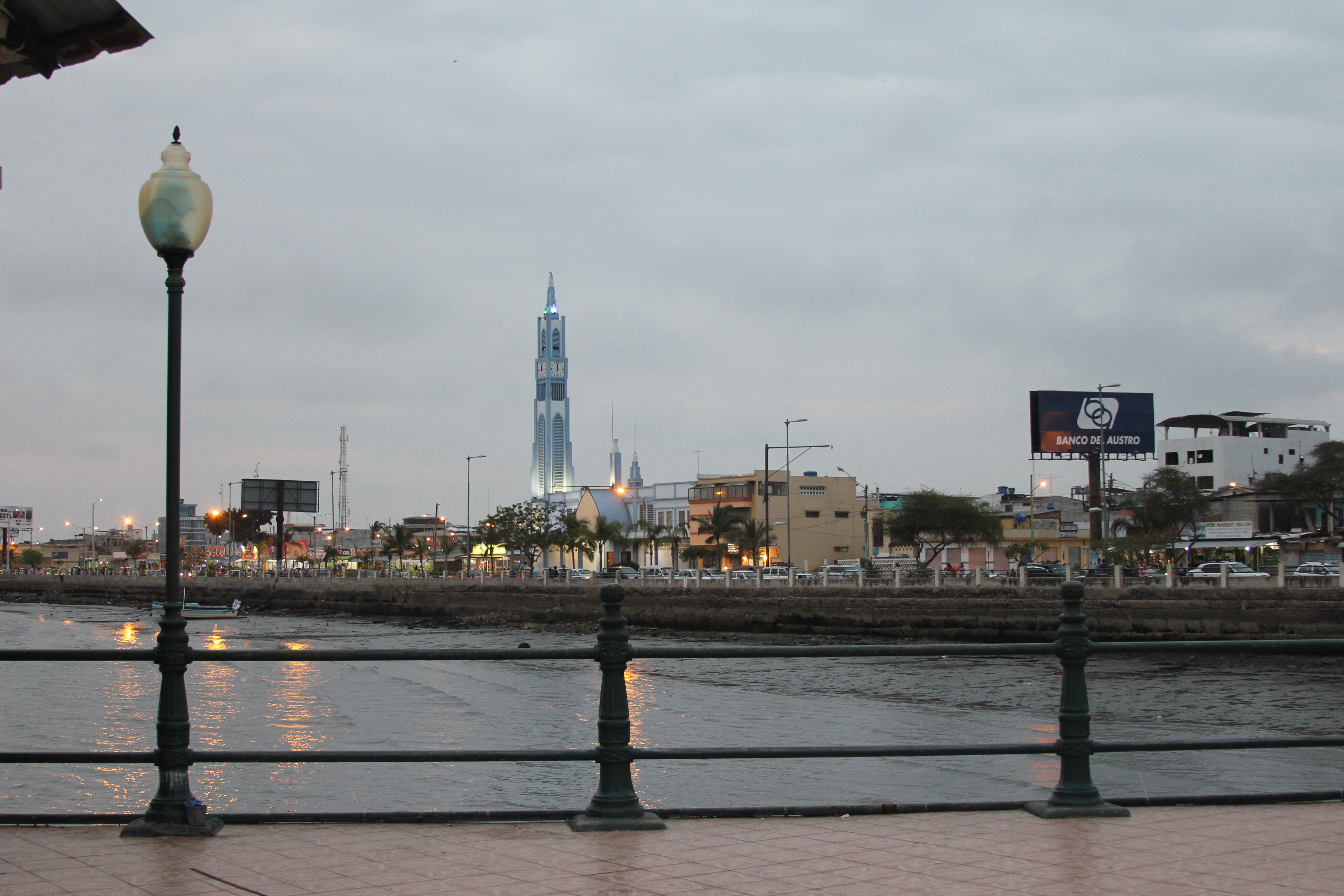
Puerto Bolívar

Como demostración de pujanza regional, la Municipalidad de Machala, el 9 de mayo de 1902, inauguró el denominado muelle municipal de cabotaje, luego de muchos sacrificios económicos, incluyendo impuestos provenientes de las rentas que generaba la exportación de cacao en ese tiempo cuando el Ecuador estaba considerado como el Primer productor y exportador de cacao en el mundo, contando además con el apoyo del gobierno nacional con tendencia liberal. La adquisición del muelle de hierro se la hizo a la república de Alemania a través del contratista Luis Jourjon y construido por el ingeniero Gastón Thorét, ambos de nacionalidad francesa. El costo de toda la obra fue de 82.500 sucres, y entre sus instalaciones incluía una grúa con capacidad para 22 quintales de peso. Las instalaciones de dicho muelle se conservaron como reliquia histórica bajo la administración de Autoridad Portuaria de Puerto de Bolívar, entregadas en comodato a la Casa de la Cultura Ecuatoriana, hasta 2023. Lamentablemente, el 18 de marzo de ese año se dio un sismo en Ecuador de 6,5 grados en la escala de Richter y las bases de la construcción cedieron, llevando a la estructura a asentarse en el fangoso estero, tras 121 años de existencia. Sin embargo, el cabildo machaleño decidió iniciar los estudios para la reconstrucción del icono cultural, comercial y turístico de Machala. El muelle fue el punto de conexión en El Oro para los viajantes que se trasladaban hasta Guayaquil, pues no existía la carretera asfaltada entre ambas ciudades y que recién se inauguró en 1973, lamentablemente este importante muelle, fue destruido por el terremoto de Machala, el 15 de marzo del 2023.

#### Puerto Bolívar, primera parroquia urbana de Machala
En 1883 ocupaba la Presidencia Municipal del Cantón Machala don Catalino Serrano, quien el 18 de diciembre de dicho año fundó definitivamente el Puerto de Bolívar, que se convirtió en puerto mayor de la República en 1898, avanzó en el tiempo y finalmente se ganó la categoría de parroquia urbana del cantón Machala. Este hecho sucedió el 21 de junio de 1930. Su progreso se debió a dos factores importantes dentro del campo agrícola: el renglón cacaotero y luego el bananero, obviamente con el respaldo del sistema ferroviario de El Oro y el transporte marítimo nacional e internacional, este último incrementado con la creación de Autoridad Portuaria del Puerto de Bolívar, organismo creado el 28 de diciembre de 1970 por la dirección de Marina Mercante Ecuatoriana.

### Fines delsigloXXy actualidad

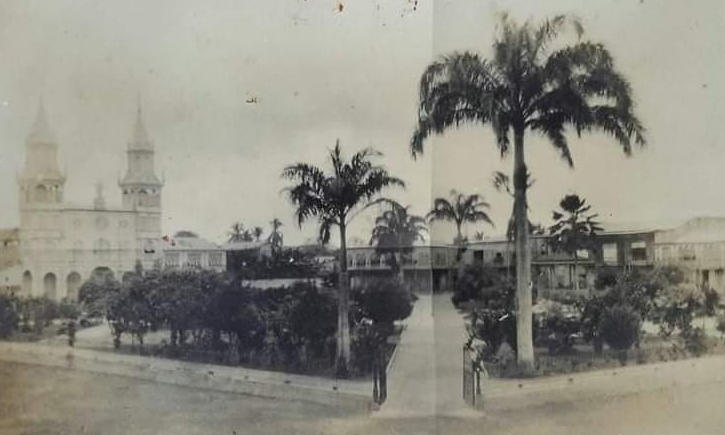
Parque Central de Machala, circa 1920.

Gracias a los doctores Mariano Mera y Francisco Trujillo, se logró la implementación para construir un teatro; se puso el telón, las butacas, etc. y en 1931, se inauguró el Teatro Municipal, que, desapareció en 1941, cuando los peruanos lo ocuparon, convirtiéndolo en cuartel y fue presa de las llamas. En 1931 también se inauguró el Mercado Municipal de Abastos.
Machala fue uno de los pueblos más afectados por invasión peruana de 1941. Después de tanto pelear, por falta de apoyo los machaleños tuvieron que huir hacia el norte, hasta a Guayaquil, Cuenca y Quito. El 27 de julio de 1941, durante la guerra peruano-ecuatoriana, Puerto Bolívar, totalmente desprotegido, fue tomado por una unidad de paracaidistas peruanos en lo que fue la primera acción bélica de esa naturaleza en el hemisferio occidental.
En año de 1948, se inició el denominado «boom bananero». Fue una etapa en la que el banano, se convirtió en la esperanza económica del pueblo.
Tras la firma del acuerdo de paz entre Ecuador y Perú en el año 1998, se incrementó el intercambio comercial entre los dos países, desde ese entonces se acrecentó la carga en tránsito por los muelles de Puerto Bolívar, provenientes especialmente del norte peruano, para los mercados estadounidense y europeo. El Grupo Binacional para la promoción Inversión Privada (GBPIP) en el marco del Plan Binacional Ecuador – Perú incentiva la creación de un eje portuario binacional de complementariedad de los puertos de Paita en Perú y de Puerto Bolívar en Ecuador para acrecentar el comercio marítimo y terrestre entre los dos países.

## Geografía

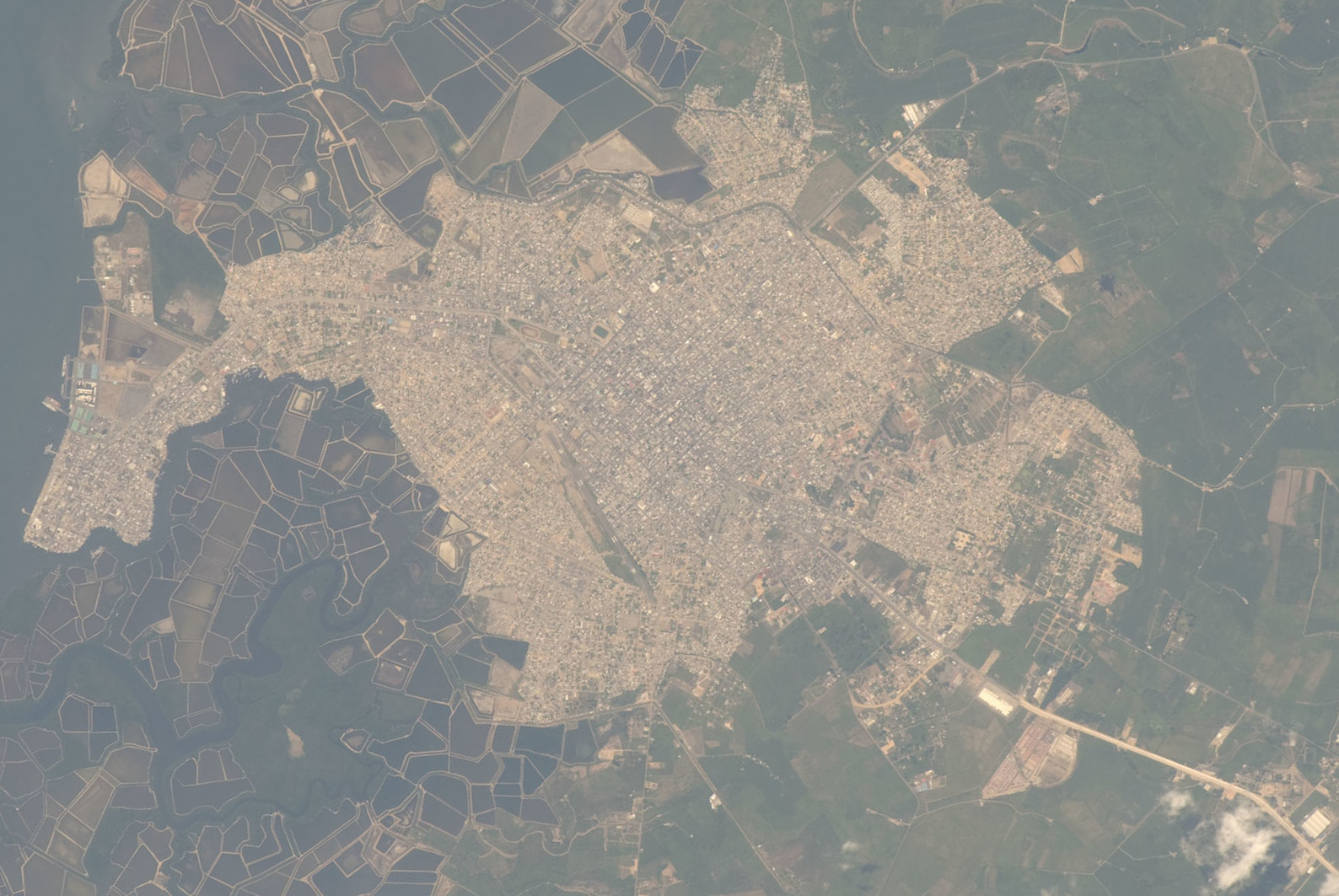
Vista aérea de la ciudad de Machala.

Está situada en las tierras bajas próximas al golfo de Guayaquil, en el océano Pacífico, gracias a la unión con Puerto Bolívar, pues antes estaban separadas. Machala se ubica en el extremo occidental de archipiélago de Jambelí. La ciudad se ubica entre 0 y 12 metros de altitud y ocupa una superficie de 40 km².

### Límites
- Al Norte, con el cantón El Guabo.
- Al Sur, con el cantón Santa Rosa.
- Al Este, con los cantones Pasaje y Santa Rosa.
- Al Oeste con el Archipiélago de Jambelí.

### Clima
De acuerdo con la clasificación climática de Köppen, Machala experimenta un clima semiárido cálido (BSh), el cual se caracteriza por las temperaturas altas con una temporada lluviosa moderada, cuyas precipitaciones pueden llegar a ser intensas pero breves, por lo que a lo largo del año predomina el clima seco. Su temperatura promedio anual es de 26 °C; con un promedio de 28,2 °C, marzo es el mes más cálido, mientras agosto es el mes más frío, con 23,8 °C en promedio. Si bien la temperatura real no es extremadamente alta, la humedad hace que la sensación térmica se eleve hacia los 36 °C o más. Es un clima isotérmico, con una amplitud térmica anual inferior a 5 °C entre el mes más frío y el más cálido. Hay una diferencia de 199,4 mm de precipitación entre los meses más secos y los más húmedos; marzo (18 días) tiene los días más lluviosos por mes en promedio, mientras la menor cantidad de días lluviosos se mide en agosto (12 días). La humedad relativa también es constante, con un promedio anual de 86,1%. Debido a que las estaciones del año no son sensibles en la zona ecuatorial, tiene exclusivamente dos estaciones: un poco pluvioso y cálido invierno, que va de noviembre a mayo, y un "verano" seco y ligeramente más fresco, entre junio y octubre.
| Parámetros climáticos promedio de Machala, Ecuador | Parámetros climáticos promedio de Machala, Ecuador | Parámetros climáticos promedio de Machala, Ecuador | Parámetros climáticos promedio de Machala, Ecuador | Parámetros climáticos promedio de Machala, Ecuador | Parámetros climáticos promedio de Machala, Ecuador | Parámetros climáticos promedio de Machala, Ecuador | Parámetros climáticos promedio de Machala, Ecuador | Parámetros climáticos promedio de Machala, Ecuador | Parámetros climáticos promedio de Machala, Ecuador | Parámetros climáticos promedio de Machala, Ecuador | Parámetros climáticos promedio de Machala, Ecuador | Parámetros climáticos promedio de Machala, Ecuador | Parámetros climáticos promedio de Machala, Ecuador |
| Mes                                                | Ene.                                               | Feb.                                               | Mar.                                               | Abr.                                               | May.                                               | Jun.                                               | Jul.                                               | Ago.                                               | Sep.                                               | Oct.                                               | Nov.                                               | Dic.                                               | Anual                                              |
| -------------------------------------------------- | -------------------------------------------------- | -------------------------------------------------- | -------------------------------------------------- | -------------------------------------------------- | -------------------------------------------------- | -------------------------------------------------- | -------------------------------------------------- | -------------------------------------------------- | -------------------------------------------------- | -------------------------------------------------- | -------------------------------------------------- | -------------------------------------------------- | -------------------------------------------------- |
| Temp. máx. media (°C)                              | 31.0                                               | 31.3                                               | 31.9                                               | 31.8                                               | 30.8                                               | 28.6                                               | 27.4                                               | 26.9                                               | 26.9                                               | 27.3                                               | 28.2                                               | 30.0                                               | 29.3                                               |
| Temp. media (°C)                                   | 27.4                                               | 27.7                                               | 28.2                                               | 28.2                                               | 27.5                                               | 25.7                                               | 24.4                                               | 23.8                                               | 23.8                                               | 24.3                                               | 24.9                                               | 26.4                                               | 26                                                 |
| Temp. mín. media (°C)                              | 23.8                                               | 23.8                                               | 24.2                                               | 24.2                                               | 24.0                                               | 22.9                                               | 21.9                                               | 21.3                                               | 21.4                                               | 21.8                                               | 22.1                                               | 23.2                                               | 22.9                                               |
| Precipitación total (mm)                           | 93.8                                               | 206.8                                              | 163.0                                              | 109.4                                              | 53.6                                               | 17.8                                               | 14.0                                               | 7.4                                                | 7.8                                                | 12.3                                               | 24.6                                               | 43.3                                               | 753.8                                              |
| Días de precipitaciones (≥ 1.0 mm)                 | 19                                                 | 18                                                 | 18                                                 | 18                                                 | 19                                                 | 17                                                 | 15                                                 | 12                                                 | 13                                                 | 17                                                 | 16                                                 | 18                                                 | 200                                                |
| Horas de sol                                       | 189.1                                              | 193.2                                              | 217                                                | 192                                                | 145.7                                              | 111                                                | 102.3                                              | 93                                                 | 99                                                 | 89.9                                               | 96                                                 | 142.6                                              | 1670.8                                             |
| Humedad relativa (%)                               | 85                                                 | 84                                                 | 84                                                 | 86                                                 | 87                                                 | 88                                                 | 88                                                 | 87                                                 | 86                                                 | 86                                                 | 86                                                 | 86                                                 | 86.1                                               |
| Fuente: NOAA Climate-data.org                      |                                                    |                                                    |                                                    |                                                    |                                                    |                                                    |                                                    |                                                    |                                                    |                                                    |                                                    |                                                    |                                                    |

## Política

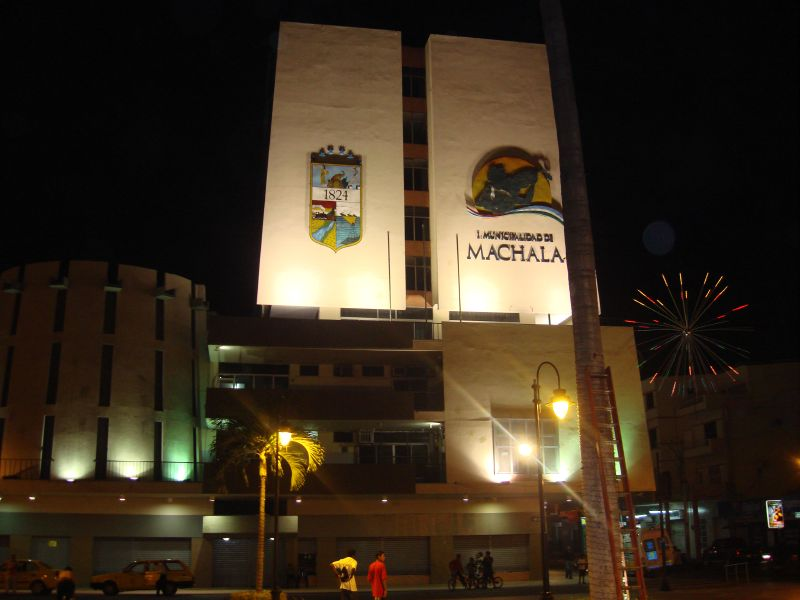
Gobierno Autónomo Descentralizado Municipal de Machala.

Territorialmente, la ciudad de Machala está organizada en 7 parroquias urbanas, mientras que existe solo una parroquia rural con la que complementa el área total del Cantón Machala. El término «parroquia» es usado en el Ecuador para referirse a territorios dentro de la división administrativa municipal.
La ciudad y el cantón Machala, al igual que las demás localidades ecuatorianas, se rige por una municipalidad según lo previsto en la Constitución de la República. El Gobierno Autónomo Descentralizado Municipal de Machala, es una entidad de gobierno seccional que administra el cantón de forma autónoma al gobierno central. La municipalidad está organizada por la separación de poderes de carácter ejecutivo representado por el alcalde, y otro de carácter legislativo conformado por los miembros del concejo cantonal.
La ciudad de Machala es la capital de la provincia de El Oro, por lo cual es sede de la Gobernación y de la Prefectura de la provincia. La Gobernación está dirigida por un ciudadano con título de Gobernador de El Oro y es elegido por designación del propio Presidente de la República como representante del poder ejecutivo del estado. La Prefectura, algunas veces denominada como Gobierno Provincial, está dirigida por un ciudadano con título de Prefecto Provincial de El Oro y es elegido por sufragio directo en fórmula única junto al candidato viceprefecto. Las funciones del Gobernador son en su mayoría de carácter representativo del Presidente de la República, mientras que las funciones del Prefecto están orientadas al mantenimiento y creación de infraestructura vial, turística, educativa, entre otras.
La Municipalidad de Machala, se rige principalmente sobre la base de lo estipulado en los artículos 253 y 264 de la Constitución Política de la República y en la Ley de Régimen Municipal en sus artículos 1 y 16, que establece la autonomía funcional, económica y administrativa de la Entidad.

### Alcaldía
El poder ejecutivo de la ciudad es desempeñado por un ciudadano con título de Alcalde del Cantón Machala, el cual es elegido por sufragio directo en una sola vuelta electoral sin fórmulas o binomios en las elecciones municipales. El vicealcalde no es elegido de la misma manera, ya que una vez instalado el Concejo Cantonal se elegirá entre los ediles un encargado para aquel cargo. El alcalde y el vicealcalde duran cuatro años en sus funciones, y en el caso del alcalde, tiene la opción de reelección inmediata o sucesiva. El alcalde es el máximo representante de la municipalidad y tiene voto dirimente en el concejo cantonal, mientras que el vicealcalde realiza las funciones del alcalde de modo suplente mientras no pueda ejercer sus funciones el alcalde titular.
El alcalde cuenta con su propio gabinete de administración municipal mediante múltiples direcciones de nivel de asesoría, de apoyo y operativo. Los encargados de aquellas direcciones municipales son designados por el propio alcalde. Actualmente, el alcalde de Machala es Darío Macas, reelegido para el periodo 2023 - 2027.

### Concejo cantonal
El poder legislativo de la ciudad es ejercido por el Concejo Cantonal de Machala el cual es un pequeño parlamento unicameral que se constituye al igual que en los demás cantones mediante la disposición del artículo 253 de la Constitución Política Nacional. De acuerdo a lo establecido en la ley, la cantidad de miembros del concejo representa proporcionalmente a la población del cantón.
Machala posee 11 concejales, los cuales son elegidos mediante sufragio (Sistema D'Hondt) y duran en sus funciones cuatro años pudiendo ser reelegidos indefinidamente. De los once ediles, diez representan a la población urbana mientras que uno representa a la única parroquia rural. El alcalde y el vicealcalde presiden el concejo en sus sesiones. Al recién instalarse el concejo cantonal por primera vez los miembros eligen de entre ellos un designado para el cargo de vicealcalde de la ciudad.

### División política
El cantón se divide en parroquias que pueden ser urbanas o rurales y son representadas por las Juntas Parroquiales ante el Municipio de Machala. La parroquias urbanas son:
- 9 de mayo
- La Iberia
- El Cambio
- La Providencia
- Machala
- Puerto Bolívar
- Jambelí
- Jubones

## Turismo

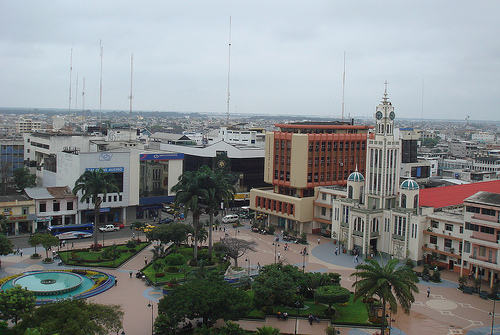
Parque Central "Juan Montalvo".

- Parque Central "Juan Montalvo": Su creador fue Rafael González Rubio, quien a través del Comité Pro Mejoras Locales inició y culminó dicha obra en 1914. Alrededor del parque se colocó un cerramiento metálico traído desde Hamburgo, Alemania, con un aporte de 2 mil sucres de Ramón Manrique Luna, quien era Presidente del Concejo Municipal de Machala. Esta estructura metálica había sido retenida en el puerto de Róterdam (Holanda), como consecuencia de la Primera Guerra Mundial. Cuando iba a ser inaugurado, la Municipalidad de Machala decidió ponerle el nombre de Rafael González, pero él no aceptó, aduciendo que solamente estaba sirviendo a la ciudad que lo acogió. Finalmente el 15 de septiembre de 1929, se aprobó la inauguración con el nombre de Juan Montalvo, tomando en cuenta que este ilustre personaje, a fines del siglo XIX, se convirtió en defensor de los derechos de los machaleños, enviando una carta a García Moreno, reclamando el caótico estado que atravesaba la ciudad por encontrarse desabastecida de agua.

- Iglesia Catedral: La misma que fue construida sobre el primer cementerio de Machala y que airosa desafía al tiempo; además a las afueras de esta, en el parque central, encontramos el Paseo de la Merced, en homenaje a la Virgen de la Merced, este lugar consta con un riachuelo artificial y muchos peces, es muy concurrido por los machaleños y sus visitantes.

- Paseo Cultural Diego Minuche Garrido: La calle se denominaba Gral. Ulpiano Páez, la actual administración presidida por el alcalde Prof. Carlos Falquez Batallas, inició la regeneración urbana, y en esta calle antes mencionada se creó este Paseo, con el busto del Sr. Diego Minuche, quien fue el primer Alcalde de Machala, electo por votación popular. Hoy este se constituye en un paseo en el cual se desarrollan actividades de tipo pictóricas, artísticas, etc.

- Puerto Bolívar: Denominado así en honor al libertador Simón Bolívar; comunica a la provincia de El Oro con los demás puertos del mundo, ya que el 85% de la producción bananera nacional se exporta por medio de él. En Puerto Bolívar se disfruta de la brisa marina, del paisaje, de los hermosos atardeceres y de los deliciosos platos elaborados con mariscos, especialmente de los reconocidos Mejores Ceviches del Mundo. Por otro lado, Puerto Bolívar es el punto de partida para visitar la Isla de Jambelí, la Isla del Amor y Santa Clara o la Isla del Muerto.

- Antiguo muelle de cabotaje de Puerto Bolívar: Fue inaugurado el 9 de mayo de 1902, siendo su constructor el ingeniero Gáston Thoret, desde este sitio partieron los barcos de cabotaje que transportaban pasajeros y cargas desde y hacia la ciudad de Guayaquil y Santa Rosa (Puerto Pital, originalmente). Fueron varias las naves que ofrecieron este servicio, entre las que mencionamos: Olmedo, Jambelí, Bolívar, Colón, Dayse Edith, Quito, etc. Hasta 1973 en que se terminó la carretera Oro-Guayas. Actualmente fue remodelado, constituyéndose en un interesante lugar donde funciona un museo marino, perteneciente a la Casa de la Cultura y un elegante restaurante llamado El Viejo Muelle.

- Jambelí: Machala es el punto de partida hacia esta acogedora isla, ubicada a 35 minutos en lancha desde Puerto Bolívar. Cabe señalar que esta Isla no pertenece a este cantón, sin embargo es desde Puerto Bolívar en Machala, donde se toman los botes para partir hacia el archipiélago; el recorrido se convierte en una emocionante aventura, observando el atractivo paisaje, la variedad de aves y el manglar de la zona. Jambelí es la playa de mar abierto más grande del archipiélago y también la más poblada; cuenta con varios restaurantes, lugares de hospedaje, recreación y deportes acuáticos. Además puede visitar el museo marino Geo-Mer.

- Isla del Amor: Ubicada a cinco minutos en lancha desde Puerto Bolívar, visitarla constituye una gran experiencia para los amantes de la naturaleza e ideal para un ornitólogo, ya que en ella se desarrollan variedad de especies de aves, por ello su nombre; las aves anidan y se reproducen en esta isla.

- Isla Santa Clara: Ubicada a 90 minutos de Puerto Bolívar, fue templo de antiguas culturas indígenas, donde se hallaron restos de un adoratorio inca. También conocida como la "Isla del Muerto", en virtud de que divisada desde cierta distancia, ella se presenta como la figura de un hombre acostado con la apariencia de un muerto. Santa Clara tiene características similares a las de las Islas Galápagos, tales como la estructura volcánica y la fauna, ya que es el hábitat de aves, lobos marinos, iguanas, piqueros patas azules, fragatas, etc. Y durante los meses comprendidos entre julio a septiembre, se da el avistamiento de las ballenas jorobadas que es uno de los atractivos más esperados por los turistas extranjeros.

- Monumento al Bananero: Aún sigue siendo el personaje que se encarga de cortar y transportar desde las plantaciones bananeras el fruto hasta Puerto Bolívar, cuya producción se remonta a los años 1940.

- Monumento al Tren: Se levanta en la Avenida Ferroviaria en honor a uno de los primeros medios de transporte de épocas pasadas, que marcaron el camino del progreso de nuestra ciudad de Machala, al desarrollo de la economía y el comercio del austro ecuatoriano.

- Monumento El Aguador: Pese a la cercanía de Machala con el mar, la ciudad siempre padeció por falta de agua; por ello existían las personas conocidas como aguadores, quienes se encargaban de transportar el agua desde los pozos ubicados a los alrededores de la ciudad con la ayuda de acémilas. En honor a éstas personas, se levanta este histórico monumento.

- Paseo de la juventud: Como un complemento de lujo en la intersección de las calles Bolívar y Arizaga, se construyó un hermoso espacio de Regeneración denominada Paseo de la Juventud que tiene como principal atractivo una escultura moderna, elaborada en cobre que transmite la sensación de estar en movimiento.

- Plazoleta Bolívar Madero Vargas: Erigida en homenaje al insigne formador de juventudes don Bolívar Madero Vargas, un personaje entusiasta y humanista, precursor del progreso de nuestra Provincia. Esta obra fue iniciada por el Prof. Carlos Falquez, cuando fue Prefecto Provincial de El Oro.

### Museos
- Museo Arqueológico: Donde se exponen elementos de las culturas Valdivia, Jambelí, Machalilla, Guangala, Quevedo.

- Museo Marino: Que congrega más de 500 ejemplares, exponiéndose la rica flora y fauna del litoral orense.

- Pinacoteca: En la que permanentemente se realizan exposiciones gratuitas de artistas nacionales y extranjeros.

- Museo Paleontológico: Se exhiben los valores científicos y paleontología, que forman parte de Patrimonio Cultural del Ecuador.

- Museo Marino en Puerto Bolívar (Cerrado por el terremoto de 2023 en Ecuador): Ubicado en el Antiguo muelle de cabotaje de Puerto Bolívar, donde puede el visitante admirar variedad de ejemplares de especies marinas disecadas.

### Principales eventos festivos
- Fiestas Patronales: En homenaje a la Virgen de la Merced, celebrada el 24 de septiembre de cada año, en estas fiestas se realiza la elección de la Reina Mundial del Banano, con la participación de candidatas venidas desde varios países productores y exportadores de la fruta. Durante este mes y previo al día de la elección de la Reina Mundial del Banano se desarrollan varias actividades empezando con un gran pregón alegórico nocturno con la participación de todas las candidatas a Reina Mundial del Banano, además durante el mes de septiembre se realizan las Ferias en la Cámara de Industrias, la Feria del Banano, Expo-Ciencias, Expo-Industrial y conciertos musicales con artistas nacionales e internacionales.

- Fiestas de Cantonización: Se celebra el 25 de junio de cada año, en la cual se llevan a cabo eventos de índole cultural y social, concursos literarios, exposiciones pictóricas y artesanales; desfiles con carros alegóricos y desfile cívico-militares y los bailes populares con presentaciones artísticas nacionales y extranjeros.

- Mes de las artes: Este evento es de carácter nacional, propuesto por la Casa de la Cultura Ecuatoriana, y se realiza durante el mes de agosto; el Núcleo de El Oro de la Casa de la Cultura, organiza una serie de eventos artísticos-culturales, exposiciones pictóricas, etc. incluyendo paseos náuticos gratuitos en Puerto Bolívar.

- Batalla de las Carretas: En homenaje al movimiento liberal acaecido en Machala, el 9 de mayo de 1895, donde se destacó el líder Gral. Manuel Serrano, respaldando al Gral. Eloy Alfaro Delgado.

- Fundación de Puerto Bolívar: El 18 de diciembre de cada año, desde su fundación definitiva en 1883 por el presidente del Concejo Municipal del Cantón Machala don Catalino Serrano; se celebra el aniversario de este importante puerto marítimo, llamado así en honor al libertador de América.

#### Feria Mundial del Banano

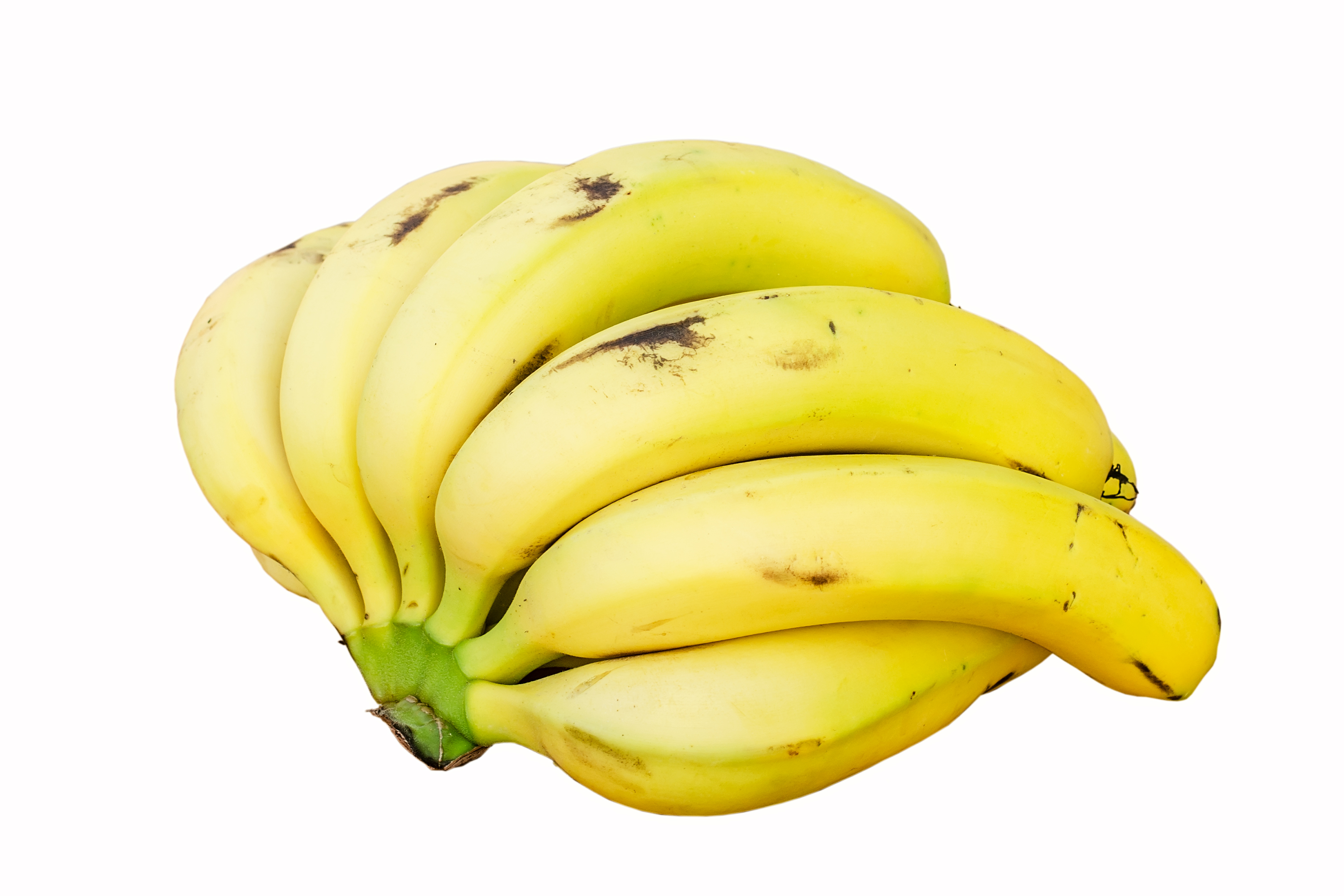
El banano, principal cultivo de El Oro.

Es una feria agrícola, acuícola, pecuaria, artesanal y turística; y tiene como objetivo la promoción del banano, se la realiza del 19 al 25 de septiembre. El principal atractivo es la elección de la Reina Mundial del Banano; las candidatas son representantes de países bananeros.
En la elección de la Reina Mundial del Banano participan candidatas que representan a los países productores de Banano, este evento se lo realiza en el recinto ferial; el festejo se halla acompañado de una exposición agrícola, pecuaria, acuícola, agroindustrial, artesanal y agro turística, que tiene como objetivo la promoción a los ojos del mundo del principal producto de agro exportación de la campiña orense y del país, así como también la grandeza agropecuaria-turística-artesanal de la región sur del país, fuente primaria de divisas.
Otro de los atractivos durante estos festejos es la elección del Rey Banano, productores bananeros exponen sus mejores racimos en el local de la feria, y un jurado técnico con conocimiento bananero elige el mejor racimo que será coronado con esta distinción. Cada productor bananero puede participar con 3 racimos.

## Demografía
Es la sexta ciudad más poblada del país, pero no obstante, la Conurbación de Machala incluye a las ciudades adyacentes de Pasaje y Santa Rosa, le dan a la aglomeración una población de 387.814 habitantes. Con estos números, Machala en la categoría de aglomeraciomes urbanas del Ecuador, es la quinta más poblada, siendo superada por Guayaquil-Durán-Milagro-Daule (3.200.205), Quito-Sangolqui (2.435.043), centro de Manabí (682.140) y Cuenca-Azogues (612.566). [cita requerida]

## Transporte

### Transporte Aéreo
Machala usa el Aeropuerto Regional del Sur (código IATA ETR), ubicado en la ciudad de Santa Rosa. Es un aeropuerto de carga y también destinado a turistas para enlazar rutas comerciales hacia el Perú y viceversa.

### Transporte terrestre
Machala tiene algunos medios de transportes como bus, taxis, etc. En los últimos años el parque automotor de la ciudad ha crecido considerablemente, estimándose que en la ciudad transitan unos 41.872 vehículos a diario en lo que va del 2018.
La ciudad cuenta con tres compañías de transporte urbano que dan servicio a la ciudad:
- Coop. Ciudad de Machala
- Coop. Multioro
- Coop. Oroconti

#### Avenidas principales
La ciudad tiene avenidas de primer orden regeneradas totalmente por el plan de regeneración urbana que está emprendiendo el cabildo municipal.[cita requerida]
- 25 de Junio
- Avenida Edgar Cordova Polo
- Circunvalación Sur
- Bolívar Madero Vargas
- Las Palmeras
- Alejandro Castro Benítez
- Colón Tinoco
- Ferroviaria
- Simón Bolívar
- Arizaga
- Guayas
- 9 de mayo
- Rocafuerte
- Buenavista
- Pichincha
- Sucre

El Terminal de Machala es la principal estación de transporte terrestre de la ciudad de Machala, capital de la provincia de El Oro, Ecuador. Este terminal conecta a Machala, conocida como la "Capital Bananera del Mundo", con destinos clave a nivel nacional, como Guayaquil, Quito, Cuenca, Huaquillas y otras ciudades de la Costa, Sierra y Amazonía. Sus instalaciones modernas ofrecen servicios como boleterías, áreas de espera, locales comerciales, servicios sanitarios y seguridad permanente, garantizando comodidad y eficiencia para los pasajeros. Además, es un punto estratégico para el comercio y el turismo en la región sur del país, facilitando el acceso a la frontera con Perú y a los principales atractivos turísticos de la provincia de El Oro, como Puerto Bolívar y sus playas.

## Parques

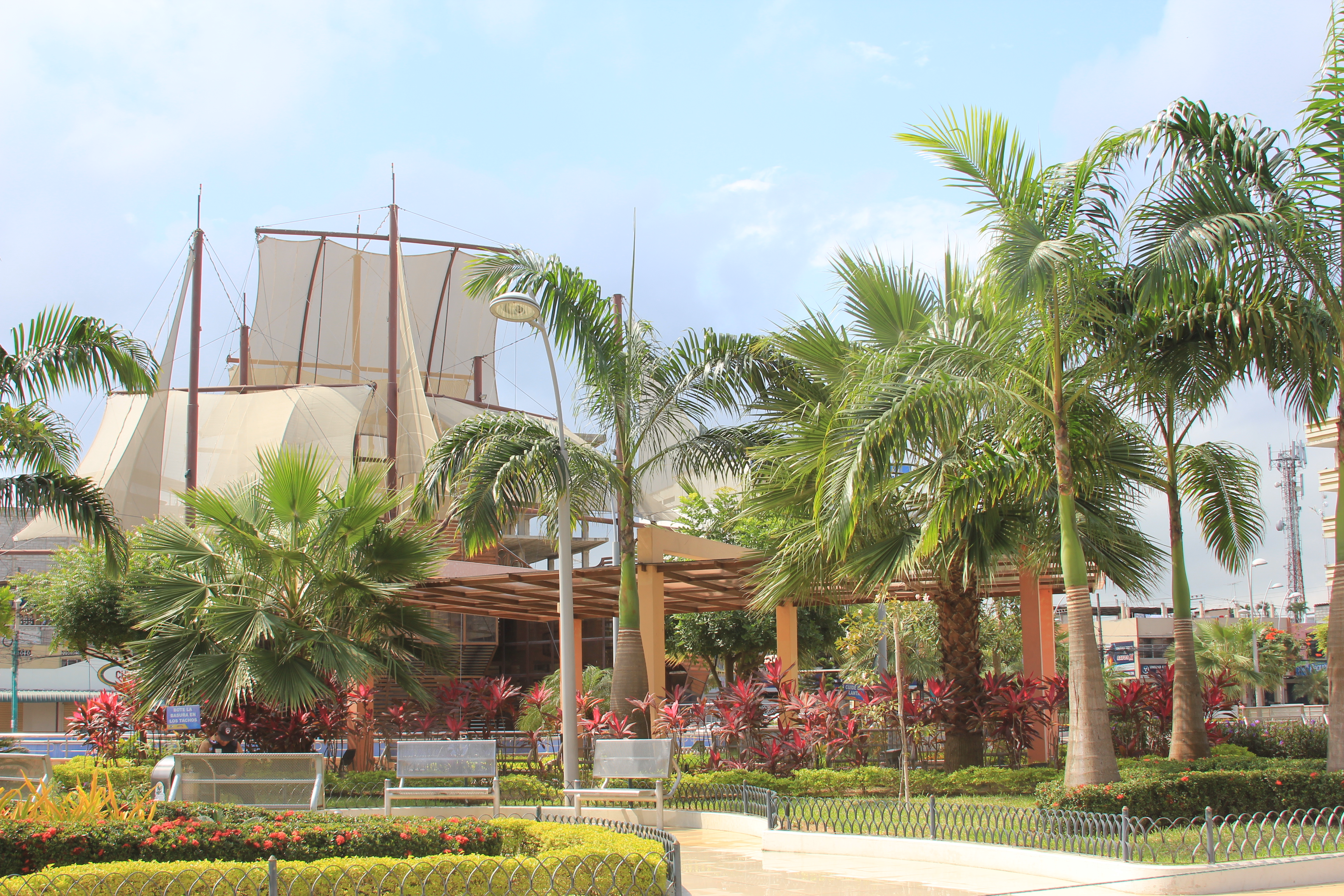
Plaza Cristóbal Colón.

- Parque de la Madre: Construido en 1967 en homenaje a la Madre, en el lugar donde años atrás fue el penúltimo cementerio de la ciudad. Es un pequeño pero especial espacio verde donde se encuentra la estatua de una mujer con sus hijos, y ubicado frente a la Capilla de la Virgen de Chilla.

- Parque Tanque Rojo: Esta estructura evoca la actividad del antiguo tanque rojo, que por el año de 1930, abastecía de agua a los trenes que salían a viajes largos. Hoy es un ícono de la regeneración urbana, en el que la tecnología remarca la historia de un lugar antiguo que fue parte del desarrollo de la ciudad. En este hermoso parque se levanta una réplica del tanque rojo, que tiene la forma de un cilindro hecho con planchas metálicas galvanizadas y que funcionará como un surtidor de agua que se renueva con el mismo líquido. Además, a través de una placa de vidrio se puede observar la historia del lugar.

- Parque Lineal Brisas del Mar: El diseño del Parque Lineal es moderno, funcional y atractivo, elementos que lo hacen único en la provincia y uno de los mejores a nivel nacional. El parque cuenta con hermosas jardineras, juegos infantiles, área de patinaje, espacio de juegos de azar para adultos; comedores, mirador, espacio para actos culturales y exposiciones, agencia bancaria, Unidad de Policía Comunitaria, piletas en ambos extremos; fuentes de agua con cascadas y chorros que mueven un molino, riego automático y música ambiental. Todo ello ha contribuido a que la zona adquiera una nueva imagen, en claro contraste de lo que era anteriormente.

- Parque Buenos Aires: Construido en un área de 1400 metros cuadrados, luce sus encantos este bello jardín con un diseño arquitectónico único: tres cascadas, hermosas plantas ornamentales, una pileta con chorros que se iluminan con las luces de colores, piso de porcelanato, música ambiental, iluminación integral, áreas cubiertas, bancas; y dos esculturas que representan al sol y la luna, adornan el parque, obras realizadas por la famosa artista guayaquileña Yela Lofredo de Klein.

- Parque Infantil Temático Acuático de Puerto Bolívar: Esta moderna obra, cuenta con pileta, riego automático, música ambiental, jardines e iluminación integral, además de barco velero, baterías sanitarias para damas y caballeros incluyendo acceso para personas con discapacidad, así como innovadores juegos infantiles, un gran estanque donde posan una variedad de figuras marinas como una ballena de ocho metros, delfines, caballitos de mar, pez hoja y un gran cangrejo articulado al centro del parque.

- Parque Ismael Pérez Pazmiño: Su nombre es en homenaje al Ilustre periodista el Sr. Ismael Pérez Pazmiño, fundador del Diario «El Universo», en este parque encontramos el busto en conmemoración de este notable machaleño y además una vistosa pileta; y en época navideña el parque es decorado con un llamativo árbol y nacimiento, por lo cual es aún más concurrido en estas fechas.

- Parque de los Héroes del 41: En homenaje a quienes participaron en la guerra de 1941, en la actualidad es el escenario para la realización de programas culturales y artísticos. Se levanta frente al centenario Colegio Nueve de Octubre, institución en donde se han educado y lo continúan haciéndolo varias generaciones de machaleños.

- Plaza Cristóbal Colón: El origen de Machala se recuerda si se recorre este parque, ya que en sus inicios, desde él en época invernal, se podía navegar hasta el estero de Pilo siguiendo por la calle Buenavista. Y en verano. Actualmente se encuentra en un área comercial, frente al cual se encuentra la Bahía de Machala, este parque es considerado como uno de los mejores del Ecuador cuenta con tres carabelas del recordado conquistador de América, túnel de agua, piletas, mirador, música ambiental, baterías sanitarias y parqueaderos.

- Parque Centenario

## Economía

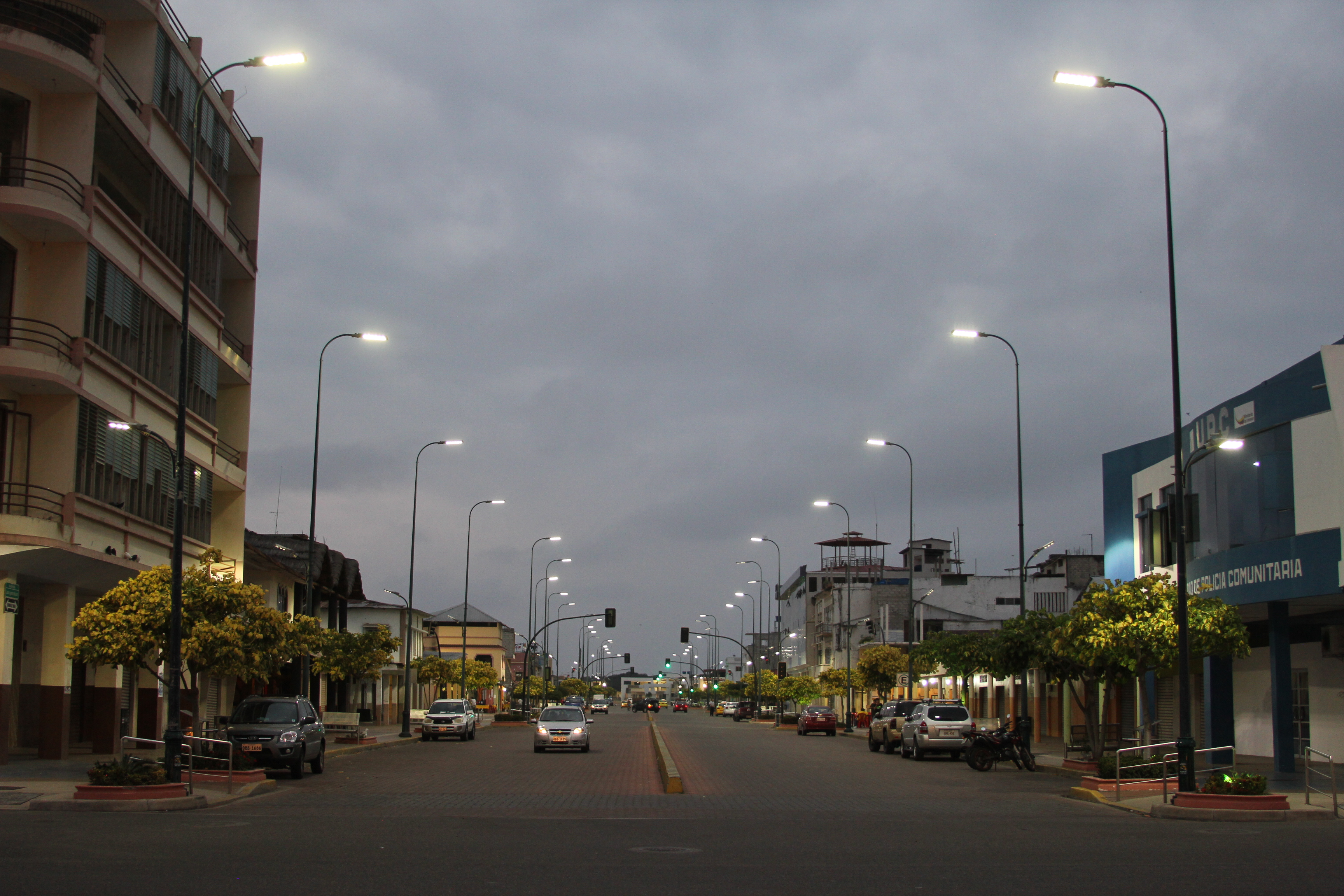
La ciudad de Machala al anochecer.

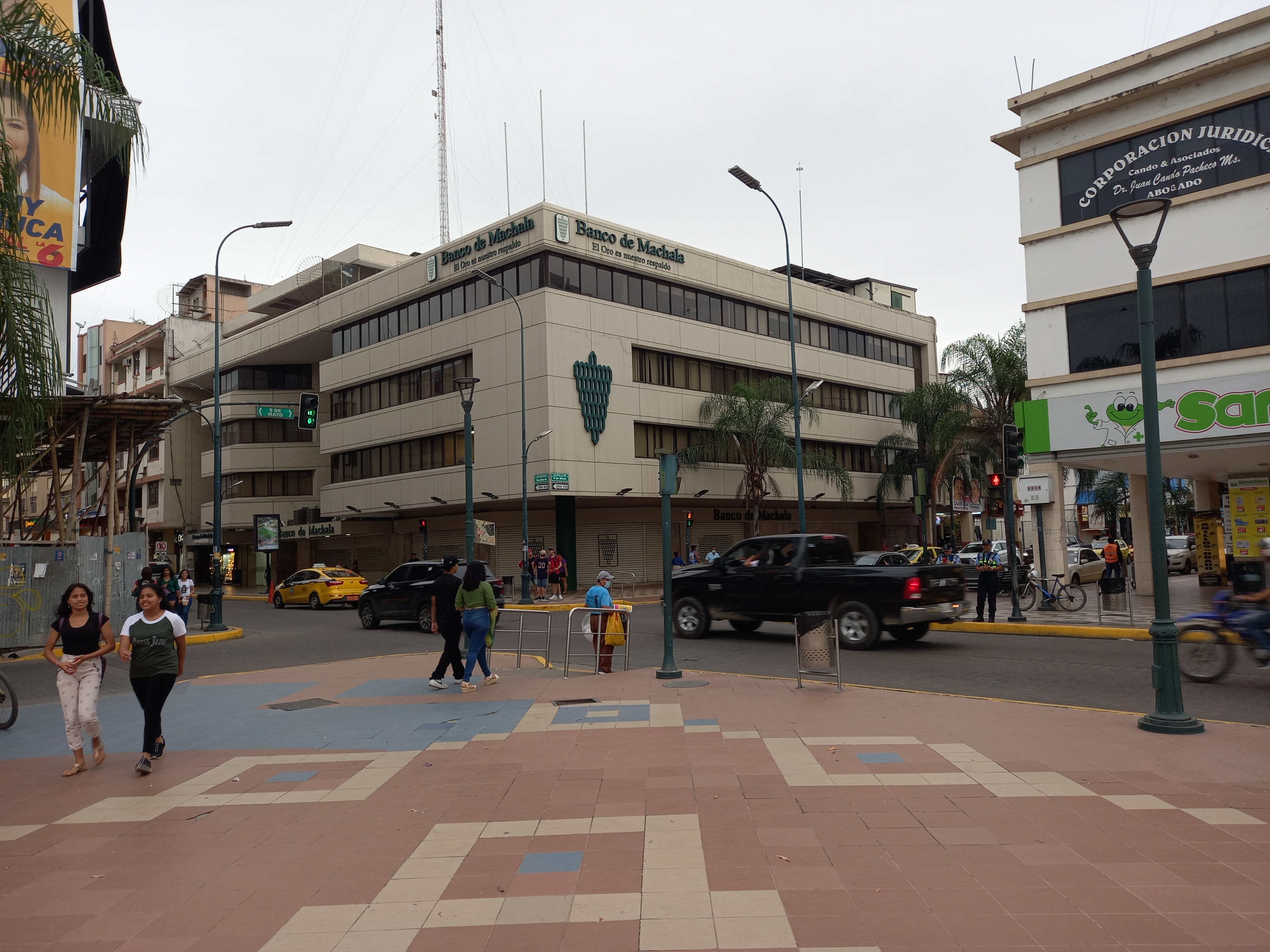
Banco de Machala uno de los Bancos más grandes del país.

A nivel global es oficialmente catalogada como la «Capital Bananera del Mundo», mención obtenida de forma categórica porque el país es el más grande productor y exportador de banano del mundo, siendo Machala la primera ciudad productora y exportadora de banano de la República del Ecuador, la fruta es un producto calificado insignia de los machaleños, producido con los mejores estándares de calidad, altamente competitivo en los mercados internacionales considerado como el «oro verde» de todo el territorio nacional ya que representa el mayor porcentaje del comercio exterior ubicándose en la cima en la generación de divisas para la economía de la nación.
Su rica región genera un gran comercio basado en la producción agrícola, centrada en el cultivo de arroz, bananas, café y cacao. Puerto Bolívar, al suroeste, es el más importante puerto exportador de bananas de Ecuador y por lo tanto, Machala es conocida también como la "capital bananera del mundo", debido a que la actividad de la ciudad gira en torno a la exportación de banano.
La industria bananera es particularmente orientada a la exportación, y desempeña un papel enorme en la economía de la ciudad. Los plátanos son enviados de Puerto Bolívar, principalmente a América del Norte. Por su posición geográfica, cerca de Guayaquil también hace que sea un centro importante de transporte. Machala tiene una economía en crecimiento que se marcó en 2007 por la inauguración de su primer centro comercial, con varias salas de cine, en las afueras de la ciudad.
La siembra y cosecha de camarón es otra de las actividades productivas. Además gran parte de la población se dedica a la comercialización de maquinarias, vehículos, electrodomésticos, ropa, etc. Además ha incrementado notoriamente el paulatino movimiento turístico hacia balnearios cercanos como playas y ríos, lo cual se convierte ya en una importante actividad comercial para quienes ofertan servicios turísticos. Y adicionalmente la capital se ha convertido en los últimos tiempos en el eje para la cristalización de importantes negocios y apertura de grandes empresas.
Machala es junto con Guayaquil una de las dos ciudades ecuatorianas que más ha reducido su índice de pobreza, concretamente en 14 puntos, estando actualmente estimada en un 9%, porcentaje idéntico al de ciudades como Quito o Cuenca, y a sólo un punto por encima de Ambato, con un 8% de pobreza.
El 25 de septiembre de 2007 se inauguró en la ciudad el centro comercial El Paseo Shopping Machala, con un costo de construcción de 20 millones de dólares.

## Medios de comunicación
La ciudad posee una red de comunicación en continuo desarrollo y modernización. En la ciudad se dispone de varios medios de comunicación como prensa escrita, radio, televisión, telefonía, Internet y mensajería postal. Los periódicos que circulan en esta ciudad son: Diario El Nacional, Diario El Correo y Diario Opinión.
- Telefonía: Si bien la telefonía fija se mantiene aún con un crecimiento periódico, esta ha sido desplazada muy notablemente por la telefonía celular, tanto por la enorme cobertura que ofrece y la fácil accesibilidad. Existen 3 operadoras de telefonía fija, CNT (pública), TVCABLE y Claro (privadas) y cuatro operadoras de telefonía celular, Movistar, Claro y Tuenti (privadas) y CNT (pública).

- Radio: En la localidad existe una gran cantidad de sistemas radiales de transmisión nacional y local, e incluso de provincias y cantones vecinos.

- Medios televisivos: La mayoría de canales son nacionales, aunque se ha incluido canales locales recientemente. El apagón analógico se estableció para el 31 de julio de 2022.[20]

## Sociedad

### Diversidad sexual
La diversidad sexual en Machala engloba las distintas manifestaciones de sexualidad y género de las poblaciones LGBT que han habitado la ciudad ecuatoriana de Machala a lo largo de su historia. De acuerdo al Censo de Población y Vivienda de Ecuador de 2022, Machala se ubica en la séptima posición de entre las ciudades del país con mayor cantidad de personas abiertamente identificadas como LGBT.
En la actualidad, distintos eventos dirigidos a las personas pertenecientes a la diversidad sexual se realizan de forma anual en la ciudad, entre ellos la Marcha del Orgullo LGBT de Machala y un festival de cine LGBT, además de otras actividades de visibilización que cuentan con apoyo de autoridades locales. Las personas LGBT son además consideradas grupos prioritarios por los centros de salud de la provincia de El Oro.
A pesar de que la homofobia se ha reducido en las últimas décadas, Machala ha sido tradicionalmente considerada como una ciudad conservadora y las personas pertenecientes a la diversidad sexual continúan sufriendo distintos tipos de discriminación. Un estudio realizado en 2012 por el Instituto Nacional de Estadística y Censos (INEC) reveló que las personas LGBT tenían un 15% más de probabilidades de ser violentadas en Machala en comparación con el promedio del resto de ciudades ecuatorianas analizadas.

## Deporte
La Federación Deportiva de El Oro es el organismo rector del deporte en toda la Provincia de El Oro y por ende en Machala se ejerce su autoridad de control. El deporte más popular en la ciudad, al igual que en todo el país, es el fútbol, siendo el deporte con mayor convocatoria. Sin embargo, Machala carece de un equipo simbólico de la ciudad, por lo que sus habitantes son aficionados en su mayoría de los clubes guayaquileños: Barcelona Sporting Club y Club Sport Emelec. Actualmente el Orense Sporting Club representa a la ciudad y la provincia en la Serie A de Ecuador; también existen algunos equipos de fútbol en Machala, activos en la Asociación de Fútbol Profesional de El Oro, que participan en el Campeonato Provincial de Segunda Categoría de El Oro.

### Escenarios deportivos
El Estadio 9 de Mayo está ubicado en la avenida 25 de junio entre Las Palmeras y Sexta. Su capacidad es para 17.000 espectadores, y allí juega como local el Orense Sporting Club equipo de la Serie A del fútbol ecuatoriano.
Fue inaugurado el 9 de mayo de 1939 conmemorando los 44 años de la justa heroica de los héroes de la Batalla de las Carretas, que ocurrió en la misma fecha en 1895. Treinta y un años después el estadio  fue remodelado, reconstruido y reinaugurado de 1970 a 1974 y para la Copa América realizado en Ecuador en 1993. Fue una de las sedes de la Copa América Ecuador 1993, y se disputaron allí partidos entre Colombia, México y Bolivia.
En 2001 y con apariencia renovada, allí se jugaron tres partidos de la ronda final del Campeonato Sudamericano Sub-20 Ecuador 2001: entre Brasil, Colombia, Argentina, Chile, Paraguay y Ecuador (país anfitrión).
Acerca de competencias deportivas, este estadio acogió a nivel nacional, fue sede de los IX Juegos Nacionales Machala 2000. El estadio también desempeña un importante papel en el fútbol local, ya que los clubes machaleños Orense Sporting Club, Bonita Banana, Audaz Octubrino, Santos de El Guabo (provisional), Atlético Audaz, Kléber Franco Cruz, Fuerza Amarilla, Bolívar, Urseza, Parma, Junín, Deportivo Machala, hacían y/o hacen de locales en este escenario deportivo.

## Ciudades hermanadas
- Cannes, Francia[32]
- Guayaquil, Ecuador[33]
- Texas City (Texas), Estados Unidos[34]
- Trujillo (Perú), Perú[35][36]
- Santa Tecla (El Salvador), El Salvador[37]